# Szczurołap

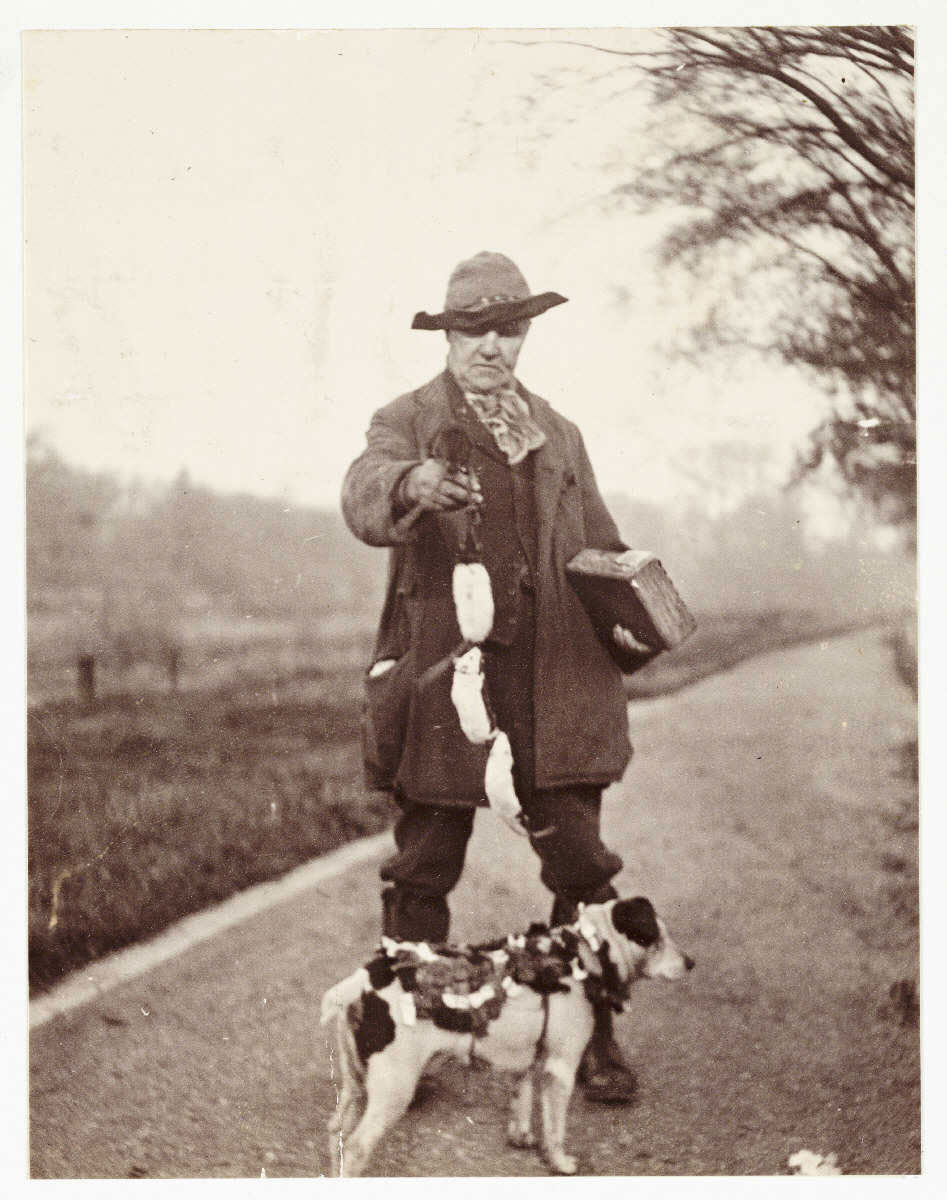
Szczurołap z psem, 1900

Szczurołap – człowiek zawodowo zajmujący się łapaniem i zwalczaniem szczurów.
W krajach rozwiniętych zawód ginący, wciąż spotykany m.in. w Indiach i innych państwach Trzeciego Świata.
Nazwa szczurołap stosowana jest również do określania:
- zwierząt polujących na szczury, m.in. niektóre rasy psów myśliwskich (cairn terrier, kerry blue terrier) oraz kotów[1]
- osłony liny cumowniczej, zapobiegającej przedostawaniu się szczurów pomiędzy brzegiem a zacumowaną jednostką pływającą[2]

## Historia
W Europie, poczynając od średniowiecza, głównym celem zwalczania szczurów było zapobieganie epidemiom, w szczególności dżumie, którą to zarazę już wtedy wiązano z tymi gryzoniami; nie bez znaczenia było też ograniczanie strat w plonach. Szczury odławiano przy użyciu pułapek bądź ręcznie; ta ostatnia metoda niosła zagrożenie doznania ukąszeń i zakażeń. Do upadku zawodu przyczyniło się wprowadzenie trutek, zawierających związki talu lub strychninę.
Nagminne były pogłoski o tym, iż szczurołapi, zamiast zwalczać szczury, hodowali je, by zwiększyć swoje dochody. W Anglii wiązano to z tradycją walk psów ze szczurami (zdelegalizowaną w XIX wieku, za panowania królowej Wiktorii).
Pracę polskiego szczurołapa pokazano w dokumentalnym filmie Szczurołap Andrzeja Czarneckiego z 1986 roku.